# Саранский вагоноремонтный завод
ОАО «Сара́нский вагоноремо́нтный заво́д» (ОАО «СВРЗ») — завод в городе Саранск, столице Республики Мордовия, занимающийся строительством и капитальным ремонтом нефтебензиновых и других специализированных вагонов-цистерн.
Основными заказчиками являются ОАО «РЖД», ОАО «Первая грузовая компания» и ОАО «Федеральная грузовая компания».

## Адрес
430006, Республика Мордовия, г. Саранск, Александровское шоссе, 9.

## История завода
В 1952 году в Саранске началось строительство мотовозоремонтного завода, который вступил в строй в октябре 1955 года, занимаясь поначалу ремонтом автомобилей. С 1958 года предприятие стало производить капитальный ремонт автодрезин АГМу и мотовозов МК 2/15.
В 60-е — 80-е годы XX века завод освоил ремонт тепловозов (ТГК, ТГК-1, ТГК-2) и различных типов дизелей, были созданы новые цеха и участки. Предприятие было переименовано в Саранский тепловозоремонтный завод.
В конце 80-х годов, чтобы завод мог выжить в условиях кризиса экономики страны, было решено перепрофилировать его на ремонт вагонов и цистерн, и в 1989 году с участием специалистов из США и Финляндии была начата переспециализации производства, проведена коренная реконструкция цехов. Завод освоил капитальный ремонт и сборку нефтебензиновых железнодорожных цистерн, ремонт других специализированных цистерн.
В 2006 году Саранский вагоноремонтный завод стал дочерним обществом ОАО «Российские железные дороги» и получил название ОАО «Саранский вагоноремонтный завод». В 2008 году был освоен ремонт вагонов-цементовозов, минераловозов, лесовозов и зерновозов. В начале 2009 года — ремонт полувагонов.
В IV квартале 2009 года на предприятии были запущены мощности по проведению капитального ремонта хопперов и универсальных полувагонов. Кроме того, был освоен выпуск грузовых тележек.
24 марта 2011 года Председателем Правительства Российской Федерации Владимирым Путиным было подписано Распоряжение Правительства Российской Федерации № 495-р, в соответствии с которым 100 % минус 1 акция уставного капитала СВРЗ (518 479 обыкновенных акций) подлежит продаже на открытом аукционе.
15 февраля 2013 года в Москве состоялся аукцион по продаже 100 % минус одна акция ОАО «Саранский вагоноремонтный завод» (СВРЗ), владельцем которого являлись Российские железные дороги. По итогам аукциона победителем стало ЗАО «Талтэк», входящее в Группу компаний «Талтэк», выкупив завод за 530 млн руб.
В конце 2013 г. между ОАО "Саранский ВРЗ" и ООО ЧОО "Батальон"  заключен договор охраны. В связи с нарушением заказчиком договорных обязательств по оплате оказанных охранных услуг, решением Арбитражного суда Республики Мордовия от 09.12.2015 по делу №А39-4488/2015 с ОАО "Саранский ВРЗ" в пользу ООО ЧОО "Батальон" взыскана задолженность в сумме 12954051 рубля 08 копеек, проценты за пользование чужими денежными средствами в сумме 487982 рублей 94 копеек, расходы по оплате государственной пошлины в сумме 88901 рубля. Постановлением Первого Арбитражного апелляционного суда от 20.02.2016 решение Арбитражного суда Республики Мордовия от 09.12.2015 по делу №А39-4488/2015 оставлено без изменения, апелляционная жалоба ОАО "Саранский ВРЗ" – без удовлетворения. Постановлением Арбитражного суда Волго - Вятского округа от 17.05.2016 решение Арбитражного суда Республики Мордовия от 09.12.2015 и постановлением Первого Арбитражного апелляционного суда от 20.02.2016 по делу №А39-4488/2015 оставлены без изменения, кассационная жалоба ОАО "Саранский ВРЗ" – без удовлетворения. На принудительное исполнение решения по делу №А39-4488/2015 взыскателю выдан исполнительный лист. 
Фактическая неуплата оставшейся задолженности в общем размере 13529493 рубля 68 копеек послужила основанием для обращения кредитора с рассматриваемым заявлением в арбитражный суд. 
С подобным требованием в суд обратилось и ОАО Торговый дом "РЖД". Заявление мотивировано наличием у АО "Саранский вагоноремонтный завод" перед ОАО "ТД РЖД" задолженности в общей сумме 168086821 рубль 01 копейка.
Определением Арбитражного суда Республики Мордовия от "27" декабря 2016 г. в отношении ОА "Саранский ВРЗ" была введена процедура наблюдения.
В июле 2017 года арбитражный суд признал завод банкротом и ввел конкурсное производство. Рыночная стоимость его имущества оценили в 200,78 млн руб.

## Финансовые показатели
Финансовый кризис 2009 года сказался на предприятии не лучшим образом. Чистая прибыль СВРЗ по итогам 2009 года составила 453 тыс. руб. (- 99,1 % к 2008 году). Однако уже по итогам 2010 года чистая прибыль СВРЗ выросла до 13,648 млн руб.
По состоянию на 30 июня 2010 года рыночная оценка стоимости предприятия составляла 446 млн руб.